# I-58
El I-58 fue un submarino japonés del tipo B3, activo en la Armada Imperial Japonesa durante la Segunda Guerra Mundial.

## Historial
Fue asignado el 7 de septiembre de 1944 en los astilleros de la base naval de Yokosuka. En 1945 fue modificado para transportar y lanzar cuatro torpedos tripulados Kaiten, perdiendo en el proceso su pieza artillera, el hangar y la catapulta. Bajo el mando de Mochitsura Hashimoto (1909-2000), hundió el crucero estadounidense USS Indianapolis el 30 de julio de 1945. Tras la guerra, fue hundido el 1 de abril de 1946.